# أبو الهول الشاحب
أبو الهول الشاحب (الاسم العلمي: Sphinx sordida) هو نوع من الحشرات يتبع جنس أبو الهول من فصيلة عثث أبو الهول.